# Frank Tiemann
Frank Tiemann (* 31. März 1962 in Bielefeld) ist ein deutscher Jurist. Er ist seit dem 7. Januar 2016 Richter am Bundesgerichtshof.

## Leben und Wirken
Tiemann trat nach Abschluss seiner juristischen Ausbildung 1992 in den Justizdienst des Landes Nordrhein-Westfalen ein und war zunächst beim Landgericht Paderborn sowie dem Amtsgericht Detmold eingesetzt. Zudem war er im Wege der Abordnung beim Landgericht Potsdam tätig. 1995 wurde er zum Richter am Landgericht Paderborn ernannt. 1996 wechselte er an das Landgericht Potsdam. 2000 bis 2001 war Tiemann an das Brandenburgische Oberlandesgericht abgeordnet. 2001 erfolgte seine Ernennung zum Vorsitzenden Richter am Landgericht. Tiemann ist promoviert.
Das Präsidium des Bundesgerichtshofs wies Tiemann zunächst dem 3. Strafsenat des Bundesgerichtshofs zu, der neben allgemeinen Revisionssachen insbesondere für Revisionen in Staatsschutzsachen zuständig ist. Nunmehr ist er am 6. Strafsenat des Bundesgerichtshofs tätig.

## Publikation
- Die erweiterte Darlegungslast des Antragstellers im strafrechtlichen Wiederaufnahmeverfahren: zugleich eine Studie zur Struktur des strafrechtlichen Wiederaufnahmeverfahrens, Hochschulschrift, Heidelberg: R. v. Decker, 1993. OCLC 64250033
- mit Klaus Marxen: Die Wiederaufnahme in Strafsachen. C. F. Müller, Jur. Verl., Heidelberg 1993, ISBN 3-8114-5593-1.